# Den thrakiska graven i Kazanlăk

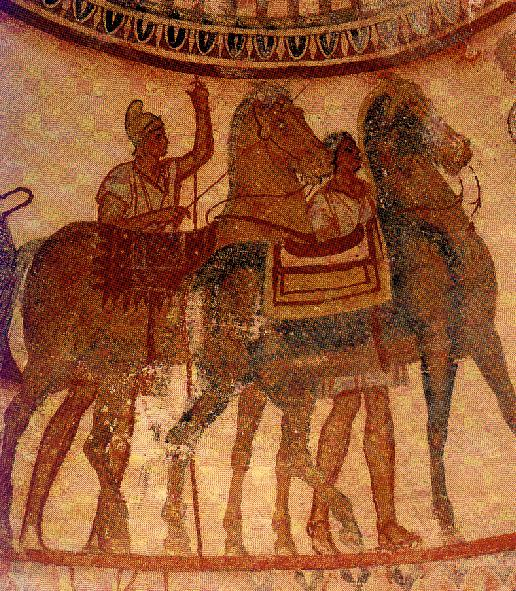
Avsked mellan bruden och brudgummen.

Den thrakiska graven i Kazanlăk är ett gravvalv i tegel med en grav som en "bikupa" (tholos) och ligger nära staden Kazanlăk i centrala Bulgarien
Graven är en del av en stor thrakisk begravningsplats och omfattar en smal korridor och en rund begravningskammare, båda dekorerade med muralmålningar som representerar ett thrakiskt par på en rituell begravningsfest. Muralmålningarna är minnesvärda för sina ståtliga hästar och speciellt för avskedsgesten, i vilket det sittande paret griper tag i varandras vrister i ett ögonblick av ömhet och likhet. Målningarna är Bulgariens bäst bevarade konstnärliga mästerverk från den hellenistiska perioden. Graven ligger nära Seuthopolis, en gång i tiden Thrakiens huvudstad.
Monumentet, som dateras till 300-talet f Kr, sattes 1979 upp på Unescos världsarvslista.